# Ischnocnema nigriventris
Ischnocnema nigriventris es una especie de anfibio anuro de la familia Brachycephalidae.

## Distribución geográfica
Esta especie es endémica del estado de São Paulo en Brasil. Habita a una altitud de 800 m en la Serra de Cubatão en Paranapiacaba en Santo André y Boracéia en Salesópolis.

## Publicación original
- Lutz, 1925 : Batrachiens du Brésil. Compte Rendu des Séances de la Société de Biologie Paris, vol. 93, n.º 21, p. 137-139.[5]